# 名手郵便局
名手郵便局（なてゆうびんきょく）は和歌山県紀の川市名手にある郵便局。民営化前の分類では集配特定郵便局であった。

## 概要
所在地：〒649-6699 和歌山県紀の川市名手市場519-8
旧那賀町内で唯一の集配郵便局であり、町内の集配業務を担当している。民営化に先立っての集配郵便局再編の際、当局の郵便集配部門は配達センターとなり、ゆうゆう窓口（郵便時間外窓口）が廃止となった。

## 沿革
- 1872年3月4日（明治5年2月10日） - 名手郵便取扱所として開設[1]。
- 1875年（明治8年）1月1日 - 名手郵便局（五等）となる[1]。
- 1880年（明治13年）4月 - 名手ノ内市場（いちば）郵便局に改称[1]。
- 1885年（明治18年）10月1日 - 貯金取扱を開始[1]。
- 1886年（明治19年）7月10日 - 名手市場郵便局に改称[1]。
- 1890年（明治23年）4月1日 - 名手郵便局に改称[1]。
- 1892年（明治25年）1月1日 - 為替取扱を開始[1]。
- 1893年（明治26年）1月31日 - 廃止[1]。
- 1899年（明治32年）11月1日 - 名手郵便取扱所として再設置[1]。
- 1905年（明治38年）4月1日 - 名手郵便局（三等）となる[1]。
- 2007年（平成19年）3月5日 - 当局の郵便集配部門が配達センターに改組。ゆうゆう窓口（郵便時間外窓口）を廃止。
- 2007年（平成19年）10月1日 - 民営化に伴い、併設の郵便事業岩出支店名手集配センターに一部業務を移管。
- 2012年（平成24年）10月1日 - 日本郵便株式会社発足に伴い、郵便事業岩出支店名手集配センターを名手郵便局に統合。

## 取扱内容
- 郵便、印紙、ゆうパック、内容証明
- 貯金、為替、振替、振込、国際送金、国債
- 生命保険、バイク自賠責保険
- ゆうちょ銀行ATM
- 紀の川市の一部区域（「649-66xx」区域（旧那賀町域））の郵便物集配業務

## 風景印
- 図案は華岡青洲像と曼荼羅の花、垣内池、和泉山脈。局名表記は「和歌山 名手」
- 使用開始日は1991年（平成3年）10月8日

## 周辺
- 紀の川市立名手小学校
- 紀の川市立名手図書館
- 紀の川市役所名手支所
- 紀の川市立那賀図書館
- 名手病院
- コメリ名手店
- 旧名手宿本陣
- 国道24号

## アクセス
- JR和歌山線 名手駅から徒歩約5分
- 駐車場あり：5台